# Dwang (Volk)
Die Dwang sind ein Volk in Ghana, das auch Nchumunu oder Dwan genannt wird. 
Historisch sind die Dwang auch als Bassa bekannt. Ihr Siedlungsgebiet liegt westlich des Volta-Stausees und südlich des Siedlungsgebietes der Chumburung östlich von Atebubu. Das Siedlungsgebiet der Akan liegt südlich der Dwang.
An der gegenüberliegenden Landzunge (Nördlich) im Volta-Stausee liegt das Siedlungsgebiet der Kratsche mit denen traditionell Handelsbeziehungen gepflegt werden. Viele Dwang verstehen die Sprache Kratsche daher gut, sprechen als Muttersprache aber das Dwang.